# Casa Joan Aragall
La Casa Joan Aragall és un edifici situat al carrer de Tapioles, 12 al Poble-sec de Barcelona, a tocar de l'església de Santa Madrona, catalogat com a Bé Cultural d'Interès Local.

## Descripció
És un edifici entre mitgeres, molt estret, que consta de planta baixa, cinc pisos i terrat. A la planta s'obren tres portes rectangulars, la central més ample que les laterals. Una de les portes petites es correspon amb l'entrada de veïns, aquesta és de fusta envernissada amb la part superior de ferro forjat i està treballada seguint models decoratius modernistes amb flors i línies ondulants. Els murs dels extrems d'aquest nivells tenen la part superior decorada amb una forma arrodonida i relleus ondulants.
Als pisos superiors s'obren dues obertures per planta, seguint els mateixos eixos verticals, i estan emmarcades per una motllura llisa. Les del primer pis donen a un balcó corregut de formes poligonals amb la barana de ferro forjat; la llosana, de pedra, es recolza sobre unes mènsules de ferro forjat que s'agafen als pilars de la planta baixa. Al segon pis hi ha dos balcons individuals de formes poligonals amb barana de ferro forjat i llosana de pedra sense cap mènsula a la part inferior. Al tercer i quart pis també hi ha balcons individuals però aquests no són poligonals, són rectes amb els extrems arrodonits; la barana és de ferro forjat, la llosana de pedra i es recolza sobre una mènsula situada al centre del balcó. A l'últim pis hi ha un balcó corregut de formes rectes amb les cantonades arrodonides; les característiques són símiliars als altres balcons i es recolza sobre dues mènsules.
El parament a partir del primer pis està decorat amb esgrafiats de motius vegetals i florals. La façana està emmarcada per dues pilastres llises que tenen la part superior decorada amb unes formes arrodonides dobles i amb flors, motiu que es repeteix al centre de la façana, i que aguanten el coronament format per una barana de balustres i uns plafons de pedra decorats amb motius d'entrellaçat i flors.

## Història
Va ser projectat el 1903 pel mestre d'obres Josep Torres i Ferran per encàrrec de Joan Aragall.